# Engong (Gabon)
Pour l’article homonyme, voir Engong.
Engong est le pays qui occupe toute la partie Sud (Nkiègn par opposition à Oku) du monde mythique Ekang dans le Mvett. Il a été créé par Mba Evini Ekang, lors de sa migration vers le sud, près du fleuve Dzam Anen. Mba Evini Ekang nomma cet emplacement Engong Zok Mebegue, le carrefour à palabre chez Mba Evini Ekang.C'est le pays des descendants d'Ekang Nna. Le terme Engong désigne donc à la fois le Pays des descendants d'Ekang Nna, ainsi que le premier village du pays, sur lequel plane la puissance d'Akoma Mba, le chef suprême légendaire d'Engong. C'est d'ailleurs du nom d'« Akoma Mba », le héros le plus redoutable et le plus respecté du mvett, que les femmes désignent l'une de leurs plus anciennes danses en public.

## Origines d'Engong

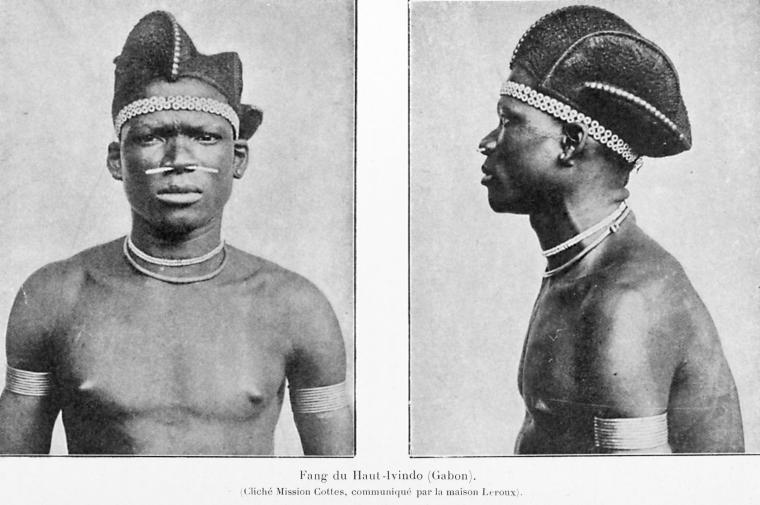
Fang du Haut-Ivindo, au nord du Gabon, donc sans doute au pays d'Oku (1914).

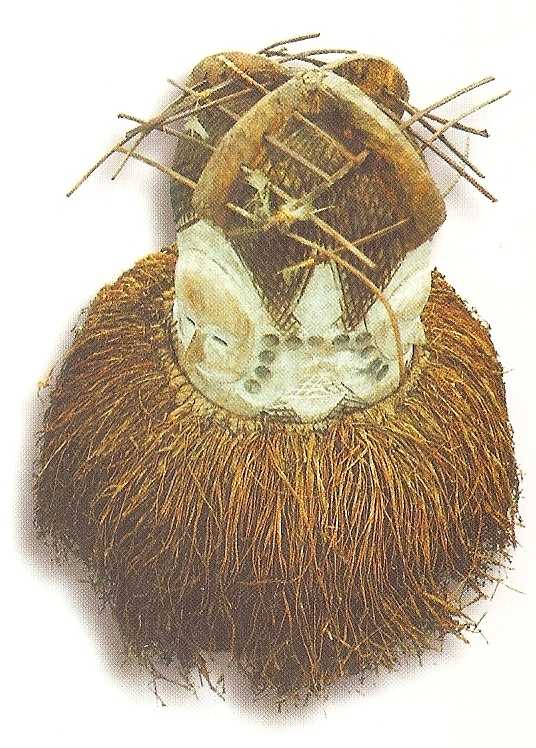
Masque Ngontang des Fangs.

Nna Otse est considéré par les harpistes-mvettistes comme le créateur de la harpe ancêtre de l'instrument de musique Mvett. Ils possèdent cependant d'assez peu d'informations sur cet homme. C'est plutôt à son fils Ekang Nna qu'ils font commencer l'épopée et disposent de nombreux détails sur l'existence de celui-ci. Et c'est de la descendance de cet homme qu'il est essentiellement question dans le Mvett.

### Ekang Nna, fils de Nna Otse
Ekang Nna était originaire du village de Mboulamiame. Comme tous les hommes puissants de cette époque, il avait plusieurs épouses et de nombreux enfants. la première épouse étant Aloume Ndong Minko, mère d'Evine Ekang, son premier fils ; sa dernière épouse, Nkene Ndong Minkouna, ne lui donna qu'un enfant : Ngame Ekang. Peu de temps avant sa mort, Ekang Nna, victime d'un maléfice de sa première femme, décida de transférer toute sa puissance à son dernier enfant. Ce choix attisa la jalousie des autres enfants du patriarche et provoqua une scission au sein de la famille[réf. nécessaire]. Finalement, Ngame Ekang et sa mère quitteront le village de Mboulamiame en direction du Sud du continent à la recherche d'une terre plus accueillante. Sur décision d'Evine Ekang, ils furent suivis peu de temps après par le reste de la famille qui prendra également la direction du Sud. Le gros de la famille s'établira ainsi plus tard dans un nouveau village qu'ils construiront et baptiseront Meko'o au bord du fleuve Melole, fleuve mythique formant la frontière entre les terres d'Engong et celles d'Oku. Il se trouve que de l'autre côté du fleuve vivait un homme puissant du nom de Zok Memveme de la tribu Oyo'om.

### Guerre entre le village de Meko'o et les Oyo'om
Une guerre aux motifs douteux n'allait pas tarder à éclater entre les deux clans. Longue et menée par Evine Ekang, cette guerre allait finir par provoquer l'exaspération des autres fils d'Ekang Nna qui ne comprenaient pas l'intérêt de cette guerre et qui pensaient ne pas être capable de l'emporter face aux Oyo'om de Zok Memveme[réf. nécessaire]. Ils décidèrent alors d'abandonner leur frère Evine Ekang à sa guerre et s'en allèrent encore plus vers le Sud où ils bâtirent un nouveau village qu'ils appelèrent Obèè. Parmi eux, on comptait Nguéma Ekang, Ossé Ekang, Oyono Ekang, Ango Ekang, Nkomo Ekang ou Menkono Ekang. À la suite de cette défection de ses troupes, Evine Ekang finit par perdre ce conflit et en mourir. Mba Evine Ekang reprit le trône de son père sur Meko'o et quelques années après les Ekang fidèles à Evine Ekang s'en allèrent à Obèè retrouver le reste de la famille.

## Fondation d'Engong
En voulant toujours à ses oncles d'avoir abandonné son père, Mba Evine décida de quitter Obèè sans pour autant donner la vraie raison de son départ[réf. nécessaire]. Avec ses fidèles, ils partirent encore plus vers le sud. Après avoir franchi le Mont Odok puis le fleuve Dzam Anen, ils s'établirent dans une contrée verdoyante. Mba Evine Ekang baptisa son village Engong Zok Mebegue. Le développement du village finira par attirer les frères d'Evine Ekang qui viendront rejoindre leur neveu dans la région. Chacun d'entre eux créera son propre village avec un nom distinct d'Engong qui finira par désigner la Région et le village principal.